# 长体细尾粗鳍鱼
異尾帶魚科（學名：Radiicephalidae）又稱擬冠棘魚科，是輻鳍魚綱月魚目的一個科。其下僅有一屬一種，即長體細尾粗鰭魚（Radiicephalus elongatus），分布於東大西洋及東太平洋海域，屬深海魚類，棲息深度約570公尺，體為銀色，背鰭基底為黑色，背鰭軟條152-160枚、臀鰭軟條6-7枚，體長可達76公分。

## 外部連結
- 長體細尾粗鰭魚的圖片 （页面存档备份，存于）